# ماری او مورای
ماری او مورای (فرانسوی: Marie-Aude Murail‎؛ زاده ۶ مه ۱۹۵۴) یک نویسندهٔ زن اهل فرانسه است. او بیشتر به خاطر رمان‌های متعددش در زمینه کودکان و نوجوانان که به طیف وسیعی از موضوعات از جمله همجنس‌گرایی و بیماری‌های جدی می‌پردازد، شهرت دارد.

## زندگی
موریل در سال ۱۹۵۴ در لو آور به دنیا آمد و از دوازده سالگی به نوشتن پرداخت.
پدرش جرارد موریل شاعر و مادرش ماری ترز باروآ روزنامه‌نگار است. یکی از برادران و خواهر کوچکترش نیز می‌نویسند: لوریس موریل و الویر موریل، با نام مستعار موکا. برادر بزرگتر دیگر او، تریستان موریل، آهنگساز موسیقی است.
در سال ۱۹۷۳، او با پیر روبرت، یک بوروکرات INSEE ازدواج کرد که از او دارای سه فرزند به نام‌های بنجامین (۱۹۷۷)، چارلز (۱۹۸۷) و کنستانس (۱۹۹۴) است.

## یک کار شناخته شده
اوه پسر! پرفروش‌ترین و ترجمه شده‌ترین کتاب اوست. این فیلم توسط کارگردان تیری بینیستی و تهیه‌کنندگی K'ien Productions برای تلویزیون اقتباس شد. بیشتر کتاب‌های او در اروپا و خارج از آن منتشر شدند و به حدود پانزده زبان ترجمه شده‌اند و جوایز مختلفی را در فرانسه و خارج از آن دریافت کرده‌اند. ترجمه آلمانی توبیاس شفل از «ساده»، جایزه جایزه ادبیات نسل جوان آلمان را دریافت کرد که توسط هیئت داوران نوجوانان آلمانی در جریان نمایشگاه کتاب فرانکفورت اعطا شد. نسخه فرانسوی قبلاً در نمایشگاه کتاب لایپزیگ در سال ۲۰۰۶ جایزه Prix des lycéens allemends را دریافت کرده بود.
امروزه مورای هر سال حدود ۲۰۰٫۰۰۰ کتاب در فرانسه به‌فروش می‌رساند.
مورای در سال ۲۰۰۴، به پاس قدردانی از تمامی فعالیت‌هایش، نشان شوالیه د لا لژیون دونور را دریافت کرد.
مورای در سال ۲۰۲۲ برنده جایزه هانس کریستیان آندرسن شد